# بوجانگ
پادشاه بوجانگ (به کره‌ای: 보장태왕)، (سلطنت: ۶۴۲~۶۶۸ میلادی)؛ بیست و هشتمین امپراتور گوگوریو و واپسین امپراتور گوگوریو بود که توسط وزیر اعظم گوگوریو یون گه‌سومون به تخت نشانده شد. در طول سلطنت او در سال ۶۶۸ میلادی گوگوریو توسط دودمان تانگ و متحدانش نابود شد. از آنجایی که گوگوریو نابود شد نام پس از مرگی به وی داده نشد. وقتی کشور سقوط کرد او توسط تانگ اسیر و به تانگ برده شد. پس از نابودی گوگوریو او تلاش‌هایی را برای احیای گوگوریو انجام داد اما به نتیجه ای نرسید و در سال ۶۸۱ به گونگ‌جو تبعید شد و در نهایت در سال ۶۸۲ زمانی که در تبعید بود در گذشت.

## پیش‌زمینه
دوره حکومت او بر گوگوریو در دو کتاب پایانی سالنامه گوگوریو در سامگوک ساگی گفته شده است. نام او جانگ بود، اگرچه او را با نام بوجانگ نیز می‌شناختند. بوجانگ برادرزاده پادشاه پیشین گوگوریو، پادشاه یونگ‌نیو و پسر گو ته‌یانگ بود. درسال ۶۴۲ میلادی، ژنرال یون گه‌سومون کودتا کرد و پادشاه یونگ‌نیو و بسیاری از حامیانش را کشت. بوجانگ سپس بر تخت سلطنت نشست.
با هدف ترغیب گوگوریو به پیوستن به یک تهاجم علیه بکجه، شیلا کیم چونچو را برای درخواست اتحاد اعزام کرد اما گوگوریو پاسخی نداد.
پادشاه بوجانگ در بیشتر دوران سلطنت خود یک عروسک خیمه شب بازی بود که به حکومت دست‌نشاندگی یون گه‌سومون مشروعیت بخشیده بود. به عنوان مثال، به تحریک یون، او از تائوئیسم حمایت کرد و رسمیت بودیسم را زیر سؤال برد.

## حکومت
گوگوریو با اتحاد با بکجه، به جنگ با شیلا پرداخت. روابط احیا شده گوگوریو با ژاپن موجب انزوای بیشتر شیلا شد. درسال ۶۴۲ میلادی شیلا، کیم چونچو را جهت مذاکره بر سر یک قرار داد به گوگوریو فرستاد اما زمانی که یون گه‌سومون استرداد منطقه سئول را خواستار شد مذاکرات متوقف شد و این کار باعث شد تا شیلا با تانگ متحد شود.
درسال ۶۴۵ میلادی امپراتور تای‌زونگ از تانگ تهاجم عظیمی از خشکی و دریا علیه گوگوریو انجام داد ولی یون گه‌سومون و یانگ مانچون این تهاجم میلیونی و حملات کوچکتر بعدی تانگ به گوگوریو را دفع کردند. درسال ۶۴۵ میلادی گوگوریو پس از درهم کوبیدن سراسری قوای امپراتور تانگ به خیتان و شهرهای همجوار تانگ حمله کرد و اراضی وسیعی بدست آمد هرچند به مرور بازپس گرفته و دست به دست می‌شدند. درسال ۶۵۵ میلادی گوگوریو و بکجه به شیلا حمله کردند.
بکجه درسال ۶۶۰ میلادی توسط اتحاد تانگ و شیلا سقوط کرد. یون گه‌سومون حملات بزرگ به پیونگ‌یانگ درسال ۶۶۱ میلادی و نبرد رودخانه ساسو درسال ۶۶۲ میلادی را دفع نمود. درسال ۶۶۳ میلادی جنبش احیای بکجه با شکست آنان توسط ارتش تانگ و پناهنده شدن رهبر آن بویو پونگ به گوگوریو به اتمام رسید.
درسال ۶۶۶ میلادی یون گه‌سومون از دنیا رفت. پادشاه برای در اختیار گرفتن امور کشور ناتوان بود و امپراطوری بر اثر منازعات جانشینی توسط پسران یون گه‌سومون و گروه‌های دیگر و عوامل متعدد کشور دچار بحران و جنگ داخلی شد و سال بعد مورد تهاجم ارتش تانگ قرار گرفت.

## فروپاشی گوگوریو و پس از آن
به موازات ادامه کشمکش‌های داخلی گوگوریو، یون نامسنگ به تانگ پناهنده شد و ۴۰ دژ نزدیک مرز به تانگ تسلیم شدند. یون نامسان، پسر دیگر یون گه‌سومون نیز به شیلا پناهنده شد.
پایتخت گوگوریو پس از دو سال جنگ بی وقفه از تمامی جهات در نهمین ماه قمری از سال ۶۶۸ میلادی به دست نیروهای تانگ و شیلا افتاد و بوجانگ اسیر شد. بوجانگ توسط امپراتور گائوزونگ از تانگ به عنوان وزیر امور عامه جهت تکمیل تسلط و سلطه بر مناطق سابق گوگوریو منصوب شد؛ دویست هزار نفر از افراد مجرب و حرفه‌دان گوگوریو به تانگ تبعید و برده شدند و حکومتی تماماً نظامی توسط امپراطوری تانگ در مناطق گوگوریوی سابق برپا شد گرچه عمر آن به بیست سال هم نرسید.
تانگ با مشکلات زیادی از بابت حکومت بر ساکنان سابق گوگوریو و مقاومت شیلا در برابر باقی ماندن حضور نظامی تانگ در شبه‌جزیره کره مواجه بود. درسال ۶۶۷ میلادی امپراتوری تانگ، بوجانگ را به عنوان پادشاه چوسان معرفی کرد و او را مسئول فرمانداری لیائودونگ و ژنرال محافظ برای آرام کردن شرق نامید. اما بوجانگ به تحریک شورش‌ها علیه تانگ که در جهت احیای گوگوریو بودند پرداخت و در این راه آوارگان گوگوریو را سازماندهی کرد و با قبایل مالگال متحد شد. سرانجام درسال ۶۸۱ میلادی اسیر و به سیچوآن در اعماق چین تبعید شد و سال بعد درگذشت.
به دلیل اینکه بوجانگ آخرین پادشاه گوگوریو بود بعد از مرگ نام پسامرگ به او اعطا نشد.
تلاش مختصری برای احیای گوگوریو توسط آنسونگ پسر بوجانگ صورت گرفت اما سرانجام ارتش وی که به رهبری ژنرال گوموجام بودند پس از اتمام جنگ متحدانه علیه تانگ در خاک کره، بطرز نامعلومی همگی سلاخی شدند و آنسونگ ارباب منطقه‌ای کوچک در شیلا شد و نام خانوادگی منسوب به آنان را دریافت نمود.
یکی از پسران بوجانگ به نام گو یاکگوانگ در ژاپن ساکن شده بود درسال ۶۶۶ میلادی خاندان کوما را در ژاپن تأسیس کرد. که در ژاپن با نام کومانو کوشیکی جاککو شناخته می‌شود.
گو دوکمو شاهزاده گوگوریو و سومین پسر بوجانگ سلسله گوگوریو کوچک را درسال ۶۹۹ میلادی تأسیس کرد.

## خانواده
- پسر(ان) همسر نخست:[۲]
  - گو بوکنام (고복남) آخرین ولیعهد گوگوریو.
  - گو اینمو (고임무) آخرین مگنیجی گوگوریو.
  - گو ریون (고련)
  - گو دوکمو (고덕무)
  - گو یاک‌گوانگ (고약광, 高若光) جد خاندان کوما در ژاپن.[۳]
- پسر(ان) همسر دوم:[۲]
  - گو آن‌سونگ (안승, 安勝)
  - گو این‌سونگ (인승, 仁承) جد خاندان هونگ سونگ گو (همچنین شناخته شده به نام خاندان گوگوریو گو)، خاندان سلطنتی گوگوریو در کره
- نوه‌ها:
  - گو بون (고보원).
  - گو جین (고진) پسر گو ریون.

## تصویرسازی مدرن
- نقش کیل یونگ وو را در سریال تلویزیونی ته جویونگ که از شبکه کی بی اس در سال‌های ۲۰۰۶-۲۰۰۷ پخش شد، بازی کرد.[۴]
- نقش او را آن شین-وو در سریال تلویزیونی رویای فرمانروای بزرگ محصول شبکه کی بی اس 1 در سال‌های ۲۰۱۲-۲۰۱۳ بازی کرد.[۵]
- نقش او توسط اون جو-وان در سریال تلویزیونی «گل و شمشیر» محصول ۲۰۱۳ شبکه کی بی اس 2 به تصویر کشیده شد.[۶]
- با بازی هام جی سونگ در سریال تلویزیونی (وقایع نگاری کره) محصول سال ۲۰۱۷ از شبکه کی بی اس